# Granat No 13
No 13 – holenderski granat zaczepny.
Granat No 13 posiada cylindryczny korpus wykonany z blachy ocynkowanej. Pierwsza wersja była uzbrajana zapalnikiem No 12, później rozpoczęto produkcję wersji No 13C1 uzbrajanej zapalnikiem No 19C2/20.